# Stewartschnepfe
Die Stewartschnepfe (Coenocorypha iredalei), auch als Südinsel-Schnepfe oder tutukiwi in Maori bezeichnet, ist eine ausgestorbene Watvogelart aus der Gattung der Neuseelandschnepfen (Coenocorypha). Sie galt lange als Unterart der Aucklandschnepfe (Coenocorypha aucklandica), wurde jedoch 2002 von dieser als eigenständige Art abgespalten. Das Artepitheton ehrt den britischen Ornithologen und Malakologen Tom Iredale.

## Merkmale
Die Stewartschnepfe erreichte eine Körperlänge von 22 cm und ein Gewicht von 95 g. Der Schnabel war 4 cm lang. Sie unterschied sich von ihren Gattungsgenossen durch kräftige cremefarbene und schokoladenfarbene Streifen an Kehle und Brust. Die mittlere Brust war durch ein paar rötlich-braune Federn mit mittelbraunen Fransen und die Flanken durch kräftige, cremefarbene und schokoladenfarbene Wellenlinien gekennzeichnet. Der Mittelbauch war hell cremefarben. Die Oberseite war kräftig kastanienfarben und schwarz gesprenkelt und hatte schmale, cremefarbenen Fransen entlang des Außenrandes vieler Federn. Der Oberschwanz war mehr kastanienfarben. Die Beine waren gelb, hellgelb oder grau.

## Systematik
Die Stewartschnepfe war eng mit der Campbellschnepfe (Coenocorypha pusilla) verwandt und galt früher als Unterart der letzteren. Verschiedentlich wurde sie auch als Unterart der Snaresschnepfe (Coenocorypha huegeli) oder zuletzt der Aucklandschnepfe (Coenocorypha aucklandica) angesehen.

## Lautäußerungen
Herbert Guthrie-Smith beschrieb 1936 die Stimme der Stewartschnepfe. Sie umfasste ein tiefes heiseres Doppelgequake, das von Paaren während der Trennung wiedergegeben wurde. Ein in der Hand gehaltenes Küken gab ein trauriges Wehklagen von sich. Während des Ausdrucksfluges war eine Reihe von zweisilbigen Rufen zu hören, gefolgt von einem nicht stimmhaften Rauschen, das von den vibrierenden Schwanzfedern erzeugt wurde.

## Verbreitung und Lebensraum
Subfossile Knochenfunde zeigen, dass die Stewartschnepfe ursprünglich auf der gesamten Südinsel und auf Stewart Island sowie auf einigen vorgelagerten Inseln (Native Island und Ruapuke Island) vorkam. Gesammelte Exemplare und gut dokumentierte Sichtungen durch Naturforscher waren während des 20. Jahrhunderts nur von Jacky Lee Island und Taukihepa/Big South Cape Island (beide vor der Küste von Stewart Island gelegen) bekannt. Sturmtaucherfänger berichteten von Schnepfen auch von Pukeweka Island, Rerewhakaupoko Island, Little Moggy Island und Herekopare Island, Mokinui Island, Kundy Island, Green Island und Breaksea-Inseln (Rukawahakura Island und Wharepuiataha Island). Auf Jacky Lee Island bestand der Lebensraum aus dichten Drahtsträucher- und Ripogonum-scandens-Reben sowie Baumnesseln auf dem Boden von Olearia-Wäldern. In allen bewachsenen Gebieten auf Taukihepa, einschließlich des Olearia-Waldes in Küstennähe und des Rattanwaldes im Landesinneren. Nach der Einführung des Weka auf Taukihepa zog sich die Schnepfe in die offene Pakihi-Vegetation zurück, die aus niedrig wachsenden Dracophyllum-longifolium-Bäumen sowie Manuka-Buschwerk über den von der Gattung Cladia dominierten Flechtenfeldern im Hochland der Insel besteht.

## Lebensweise
Acht Nester, die 1923 und 1931 unter niedrigem Dracophyllum und Manuka auf Taukihepa gefunden wurden, enthielten alle zwei große Eier. Die Brutpflege wurde von Männchen und Weibchen geteilt, und die Küken verließen das Nest, sobald sie vom Eidotter getrocknet waren. Guthrie-Smith dokumentierte zwei Altvögel, die sich gemeinsam um ein einziges Küken kümmerten, während Edgar Fraser Stead ein Küken mit einem einzigen Altvogel beobachtete (Stead in Miskelly & de Lange, 2006) (letzteres ist typisch für alle anderen Neuseeland-Schnepfen). Sowohl die Inkubationslänge als auch der Zeitraum bis zur Unabhängigkeit des Kükens sind unbekannt.

Sowohl McLean als auch Guthrie-Smith stellten fest, dass die Schnepfe auf der Südinsel wenig Scheu vor Menschen zeigte. John Chambers McLean notierte: 

„Der Vogel zeigte keinerlei Scheu über meine Anwesenheit, außer dass er sich inmitten einer Fläche mit Farnen und Kletterpflanzen aufhielt. Ich bin nie näher als 12 bis 15 Fuß rangekommen und selbst dann war die Schnepfe oft versteckt. Ihre Art, ein paar Meter zu laufen und dann anzuhalten, um inmitten der heruntergefallenen Blätter den Boden nach Nahrung abzusuchen, war sehr auffällig. Sie war zu sehr auf diese Arbeit bedacht, um uns mehr zu beachten als uns einfach aus dem Weg zu gehen (McLean in Miskelly 2012).“

 Die Ausdrucksflüge fanden hauptsächlich in klaren Mondscheinnächten statt, wahrscheinlich um das Risiko zu minimieren, dass die Schnepfen mit fliegenden Sturmvögeln kollidieren (die in Mondscheinnächten sowohl besser sichtbar sind als auch weniger wahrscheinlich an Land kommen).
Die Nahrung umfasste wirbellose Tiere, die auf dem Boden gesammelt wurden. Zu den von Guthrie-Smith identifizierten Beutetieren gehörten kleine Würmer und wahrscheinlich Schnakenpuppen.

## Aussterben
Die Populationen auf der Südinsel und auf Stewart Island sind bereits während der polynesischen Besiedelung und der damit verbundenen Einführung der Pazifischen Ratte erloschen. 1773 soll es eine Sichtung von Tamatea / Dusky Sound, Fiordland, gegeben haben. Die Art überlebte auf mindestens neun kleinen Inseln bis ins 20. Jahrhundert, wurde aber nach und nach ausgerottet, als die Ratten diese erreichten, wobei die letzten Nachweise von Taukihepa/Big South Cape Island und Pukeweka Island aus dem Jahr 1964 stammen. Auf Jacky Lee Island (der Terra typica) starb die Art zwischen 1911 und 1928 aus, nachdem Sturmvogelfänger (muttonbirders) dort die Weta eingeführt hatten.
Die Art wurde nie als zahlreich beschrieben. John McLean und Herbert Guthrie-Smith sahen bei einem von drei kurzen Besuchen auf der 30ha großen Jacky Lee Island von September bis November 1911 nur einen einzigen Vogel. Guthrie-Smith fand drei Nester und dokumentierte im November 1923 fünf Paare auf Taukihepa. Edgar Stead und seine Begleiter fanden fünf Nester und trafen während einer 8-tägigen Suche im November/Dezember 1931 auf sechs Vögel, die sich außerhalb der Nester aufhielten. Brian Bell und Don Merton sahen im April 1961 während eines Monats auf Taukihepa einen einzigen Vogel. Es wurden nie Populationserhebungen vorgenommen.